# WTA Elite Trophy 2019, парний розряд
Минулого року турнір виграли Людмила та Надія Кіченок, але цього року Надія відмовилася від участі. Людмила утворила пару з Андреєю Клепач. Україно-словенська пара й виграла турнір, здолавши в фіналі кинаянок Дуань Інін та  Ян Чжаосюань з рахунком 6-3, 6-3.

## Пари
1. Дуань Інін /  Ян Чжаосюань (фінал)
2. Людмила Кіченок /  Андрея Клепач (Чемпіонки)
3. Дарія Юрак /  Аліція Росольська (підгрупа)
4. Оксана Калашнікова /  Софія Кенін (підгрупа)
5. Цзян Сіньюй /  Тан Цянхвей (підгрупа)
6. Ван Сіньюй /  Чжу Лінь (підгрупа)

## Сітка

### Легенда
| - Q = Кваліфаєр - WC = Вайлд-кард - LL = Щасливий лузер | - Alt = Заміна - SE = Виняток - PR = Захищений рейтинг | - w/o = Без гри - r = Зняття - d = Присуджено перемогу |

### Фінальна частина
|  | Фінал |                               |   |   |  |  |
|  |       |                               |   |   |  |  |
|  | 1     | Дуань Інін Ян Чжаосюань       | 3 | 3 |  |  |
|  | 2     | Людмила Кіченок Андрея Клепач | 6 | 6 |  |  |

### Підгрупа Лілеї
|      |                              | Дуань Ян         | Юрак Росольська  | Ван Чжу          | Матчі | Сети      | Гейми       | Місце |
| 1    | Дуань Інін Ян Чжаосюань      |                  | 6–1, 1–6, [10–7] | 3–6, 6–3, [10–8] | 2–0   | 4–2 (67%) | 18–16 (53%) | 1     |
| 3    | Дарія Юрак Аліція Росольська | 1–6, 6–1, [7–10] |                  | 6–2, 3–6, [6–10] | 0–2   | 2–4 (33%) | 16–17 (48%) | 3     |
| 6/WC | Ван Сіньюй Чжу Лінь          | 6–3, 3–6, [8–10] | 2–6, 6–3, [10–6] |                  | 1–1   | 3–3 (50%) | 18–19 (49%) | 2     |

### Підгрупа Буганвілії
|      |                                | Кіченок Клепач   | Калашнікова Кенін | Ван Чжу          | Матчі | Сети      | Гейми       | Місце |
| 2    | Людмила Кіченок Андрея Клепач  |                  |                   | 3–6, 6–3, [10–8] | 2–0   | 4–2 (67%) | 18–20 (47%) | 1     |
| 4    | Оксана Калашнікова Софія Кенін |                  |                   | 6–2, 3–6, [6–10] | 0–2   | 2–4 (33%) | 18–20 (47%) | 3     |
| 6/WC | Ван Сіньюй Чжу Лінь            | 6–3, 3–6, [8–10] | 2–6, 6–3, [10–6]  |                  | 1–1   | 3–3 (50%) | 18–19 (49%) | 2     |